# HMS Venomous (1918)
«Веномос» (D75) (англ. HMS Venomous (D75) — военный корабль, эскадренный миноносец «Модифицированный Адмиралти» типа «W» Королевского военно-морского флота Великобритании во времена Второй мировой войны.
«Веномос» был заложен 31 мая 1918 году на верфи компании «John Brown & Company» в Клайдбанк. В 24 августа 1919 года вошел в состав Королевских ВМС Великобритании.